# Klaus Vieten
Klaus Vieten (* 13. Februar 1932; † 2. Januar 2014) war ein deutscher Geologe und Mineraloge.
Klaus Vieten studierte an der Universität Innsbruck und an der Rheinischen Friedrich-Wilhelms-Universität Bonn. In Bonn wurde er 1961 mit der Arbeit Die Trachyt-Latit-Alkalibasalt-Assoziation des Siebengebirges am Rhein zum Dr. rer. nat. promoviert und trat dort die Professur für Mineralogie und Petrologie an. 1997 wurde er emeritiert.
Vieten war seit 1953 Mitglied der katholischen Studentenverbindung AV Austria Innsbruck im ÖCV und später der KDStV Novesia Bonn im CV. Er war Mitglied des Universitätsclubs Bonn.

## Schriften
- Zur Erdgeschichte des Siebengebirges. In Königswinter und das Siebengebirge, Königswinter 1976
- Vulkanismus im Tertiär und Quartär. In: Wighart von Koenigswald, Wilhelm Meyer (Hrsg.): Erdgeschichte im Rheinland – Fossilien und Gesteine aus 400 Millionen Jahren. Verlag Dr. Friedrich Pfeil, 1994

| Personendaten    | Personendaten                    |
| ---------------- | -------------------------------- |
| NAME             | Vieten, Klaus                    |
| KURZBESCHREIBUNG | deutscher Geologe und Mineraloge |
| GEBURTSDATUM     | 13. Februar 1932                 |
| STERBEDATUM      | 2. Januar 2014                   |